# Anjo arcabuzeiro

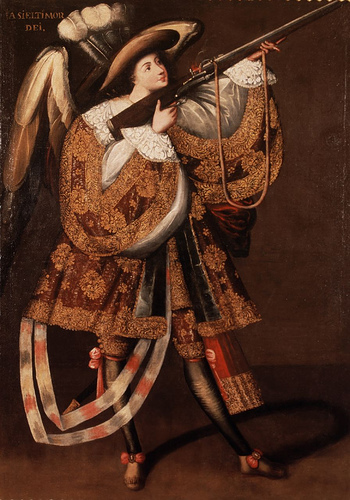
Asiel Timor Dei, c. 1680

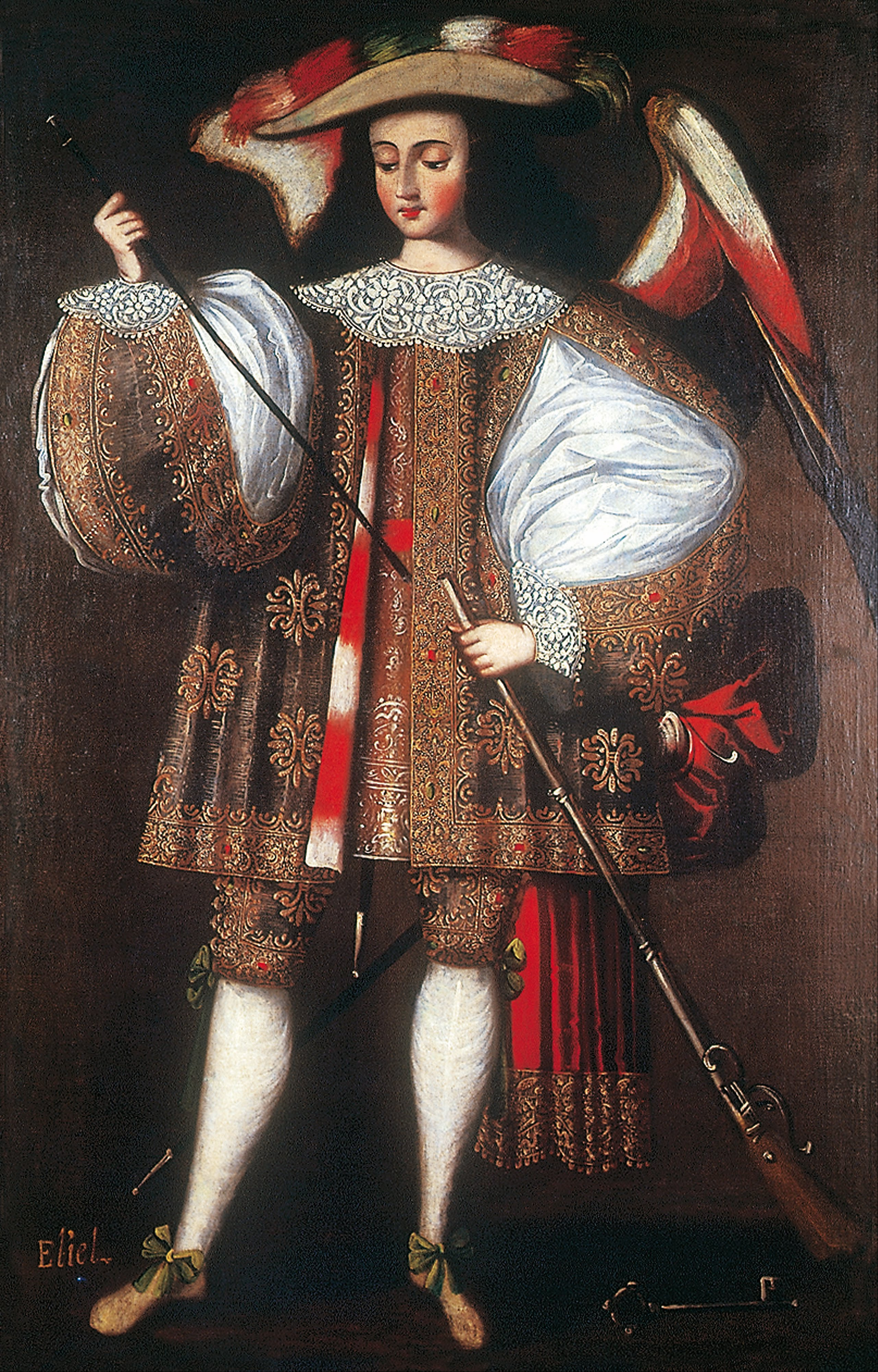
Arcanjo Eliel recarrega, 1690-1720, Escola de Cusco

Um anjo arcabuzeiro (do espanhol ángel arcabuceiro) é um anjo representado com um arcabuz (uma antiga arma de fogo que precisava ser recarregada manualmente) em vez da espada tradicional para anjos marciais, vestido com roupas inspiradas nas dos nobres e aristocratas andinos. O estilo surgiu no Peru, na segunda metade do século XVII, e foi especialmente prevalente na Escola de Cusco.
Em sua obra Ángeles apócrifos de la América Virreinal (1992), Ramón Mujica Pinilla observou a ligação entre anjos arcabuzeiros e certos guerreiros alados do panteão pré-hispânico. A boa recepção que essas obras tiveram entre os indígenas da época talvez se deva, em parte, à facilidade com que identificavam esses guerreiros alados com seus antigos deuses e heróis. Segundo Kelly Donahue-Wallace, o gênero provavelmente se originou na região de Collao, próximo ao Lago Titicaca, e na verdade foi baseado em gravuras espanholas e holandesas. Algumas dessas gravuras européias retratavam arcanjos apócrifos, condenados pela Igreja, mas motivos apócrifos sobreviveram nos Andes. Outra fonte provável para as poses dos anjos, correspondendo aos exercícios militares da época, foram as gravuras do Exercise in Arms de 1607, de Jacob de Gheyn II. A
Igreja de Calamarca, a cerca de 60 km de La Paz,na  Bolívia, contém a mais completa série existente de anjos arcabuzeiros, incluindo o Asiel Timor Dei do Mestre de Calamarca (datada de cerca de 1680), que são considerados exemplares notáveis do tipo.
No início do século XVIII, a demanda por pinturas de todos os cantos do vice-reinado cresceu rapidamente. Centenas de pinturas cusquenhas, muitas das quais retratavam anjos arcabuzeiros, foram enviadas para Lima, Alto Peru, Chile e norte da Argentina. Para atender a essa demanda, foram criadas grandes oficinas artísticas, em sua maioria indígenas.
Hoje, as pinturas coloniais da Escola de Cusco de anjos arcabuzeiros são encontradas, notadamente, na Igreja de Calamarca (Bolívia) e em muitas cidades do Peru, da Bolívia, e do norte da Argentina, em igrejas e museus no México, em vários museus na Espanha e no Museu de Arte de Nova Orleans, nos Estados Unidos. Há também uma coleção de dez anjos arcabuzeiros na Igreja de São Francisco de Pádua, na cidade de Uquía, localizada na Quebrada de Humahuaca, na Argentina.
Há também uma série preservada de belas esculturas de anjos arcabuzeiros muito ornamentadas e policromadas feitas em Potosí - Bolívia no século XVII, saqueadas e agora localizadas na Peyton Wright Gallery (Novo México, EUA).